# 회의록

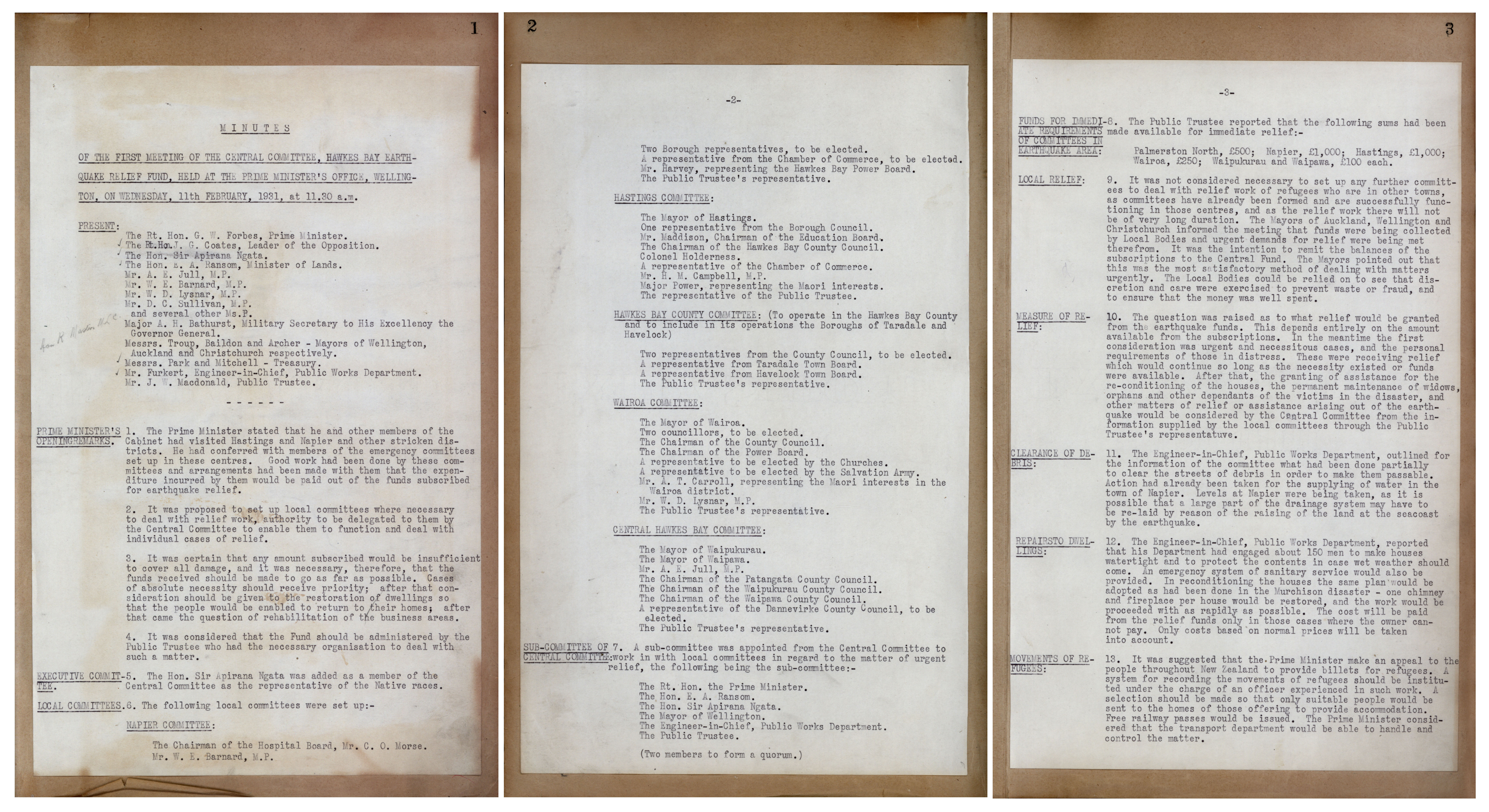

회의록(會議錄)은 회의나 청문의 기록을 바로 적은 글이다. 일반적으로 회의의 사건들을 기술하며 참석자, 참여자가 인식하는 문제의 내용, 문제에 대한 관련 답변이나 결정을 적어놓는다.
의사록(議事錄)은 국회의 회의의 기록이다. 의사록은 '회의공개의 원칙'에 따라서 특히 비밀을 요하는 부분이라고 의결된 것 이외는 공표·반포하여야 한다. T.C 한사드에 의해서 1803년에 사간(私刊)된 '한사드'라고 통칭되는 영국의 의사록은 유명하다.
영어로는 "minutes"로 부르며 이는 "대략적으로 적어놓은 노트"를 의미하는 라틴어 단어 minuta scriptura에서 비롯된 것이다.

## 같이 보기
- 회의 의제